# Port lotniczy Pupelde
Port lotniczy Pupelde – port lotniczy zlokalizowany w chilijskim mieście Ancud.